# Éclans-Nenon
Éclans-Nenon település Franciaországban, Jura megyében. Lakosainak száma 373 fő (2022. január 1.). Éclans-Nenon Audelange, Falletans, Lavans-lès-Dole, Our, Rochefort-sur-Nenon és La Vieille-Loye községekkel határos.

## Népesség
A település népességének változása:
| Lakosok száma | 393  | 381  | 391  | 387  | 384  | 382  | 379  | 376  | 373  |
|               | 2013 | 2015 | 2016 | 2017 | 2018 | 2019 | 2020 | 2021 | 2022 |